# Diocesi di Quimper

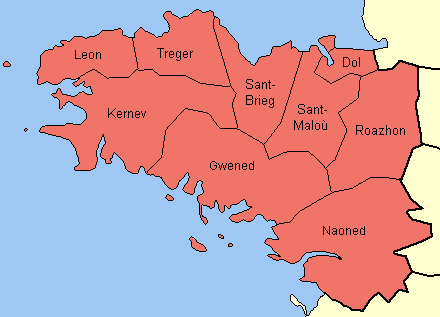
Le diocesi storiche della Bretagna prima della rivoluzione francese: quella di Quimper è indicata con il nome bretone di Kernev.

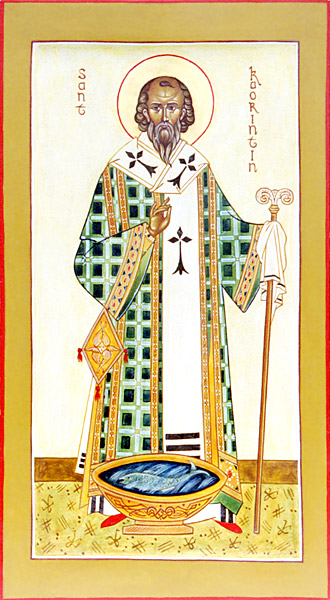
Icona moderna raffigurante san Corentino, protovescovo della diocesi.

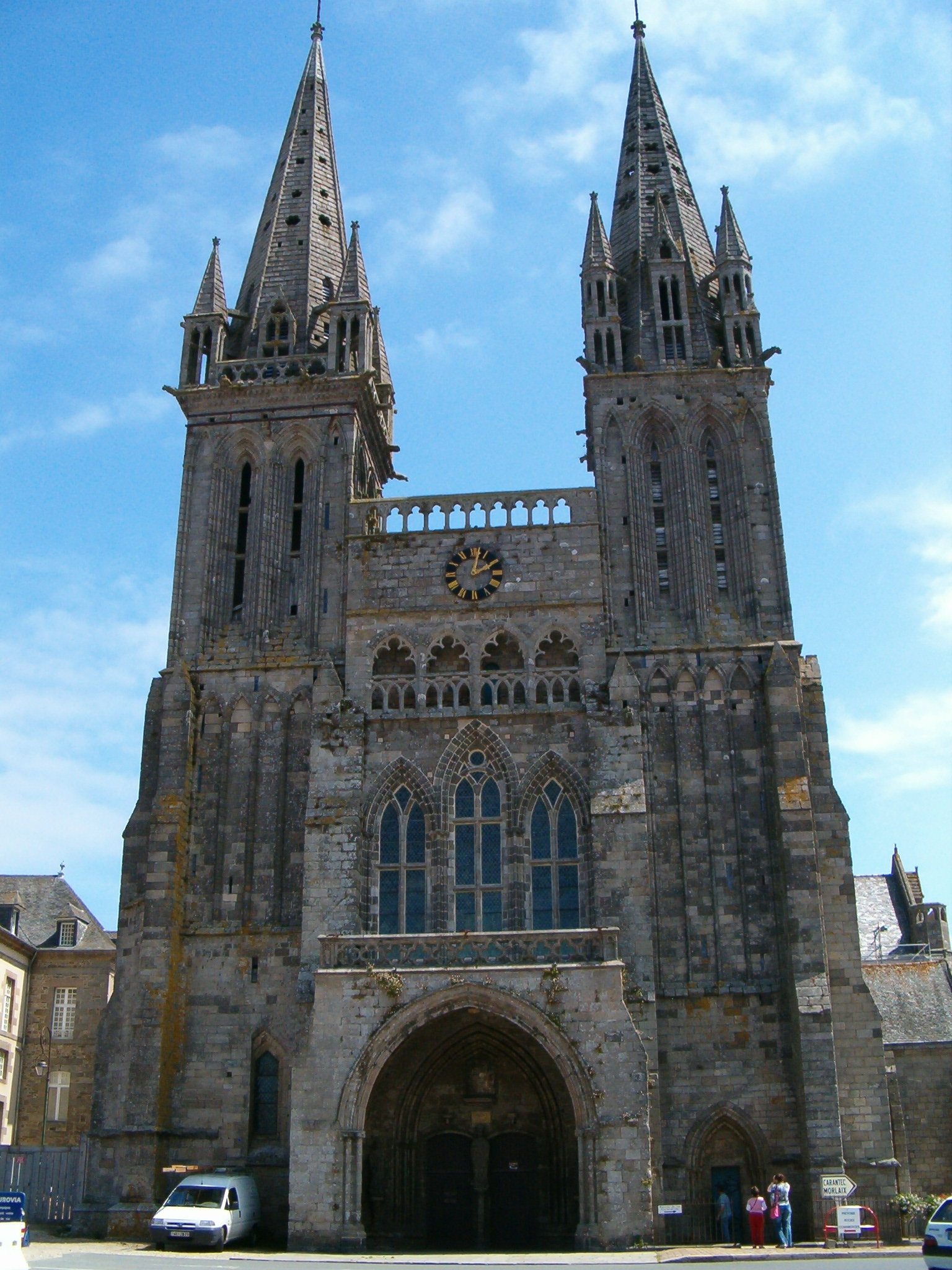
L'ex cattedrale di San Paolo Aureliano a Saint-Pol-de-Léon.

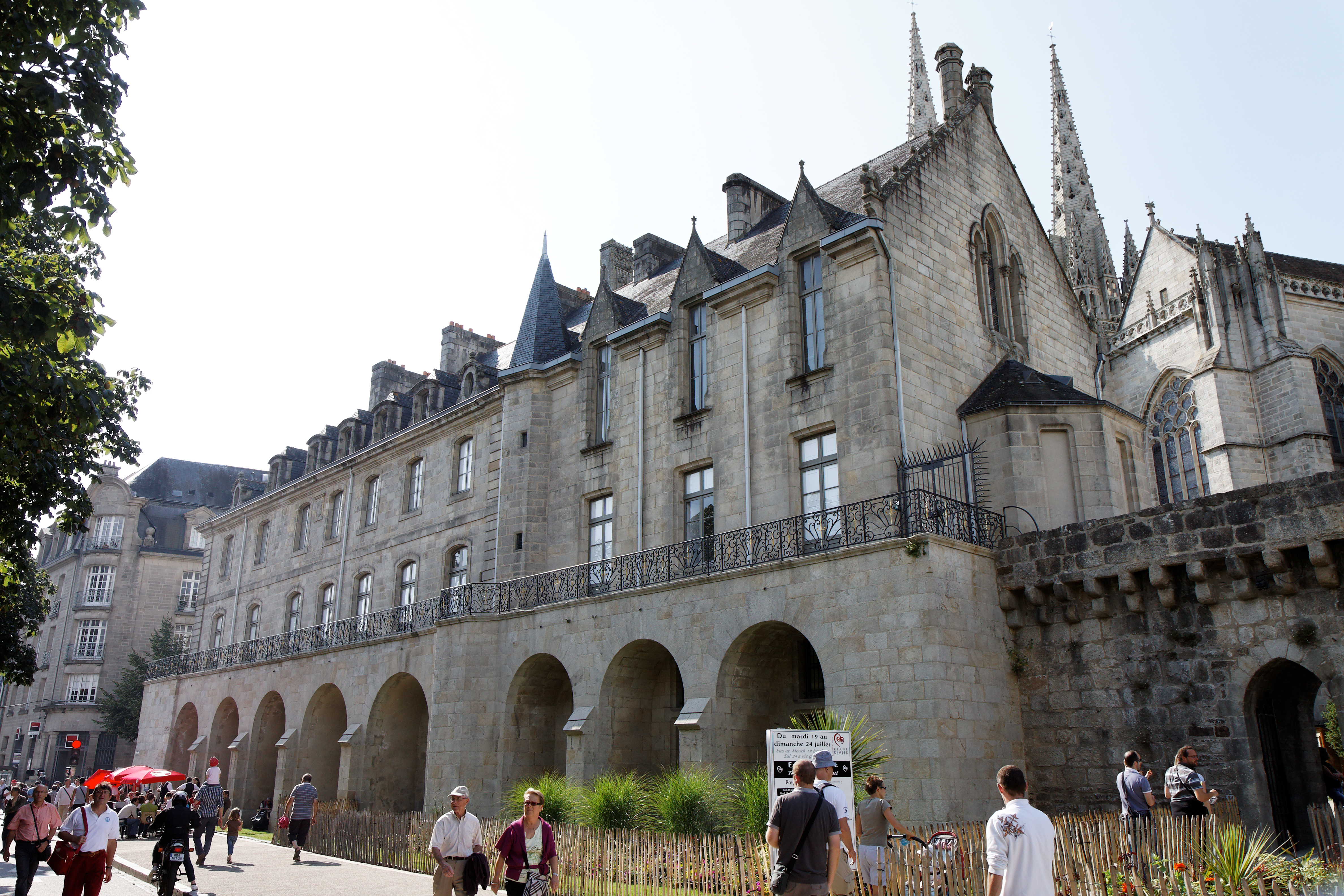
L'antico palazzo episcopale, oggi sede del museo dipartimentale bretone.

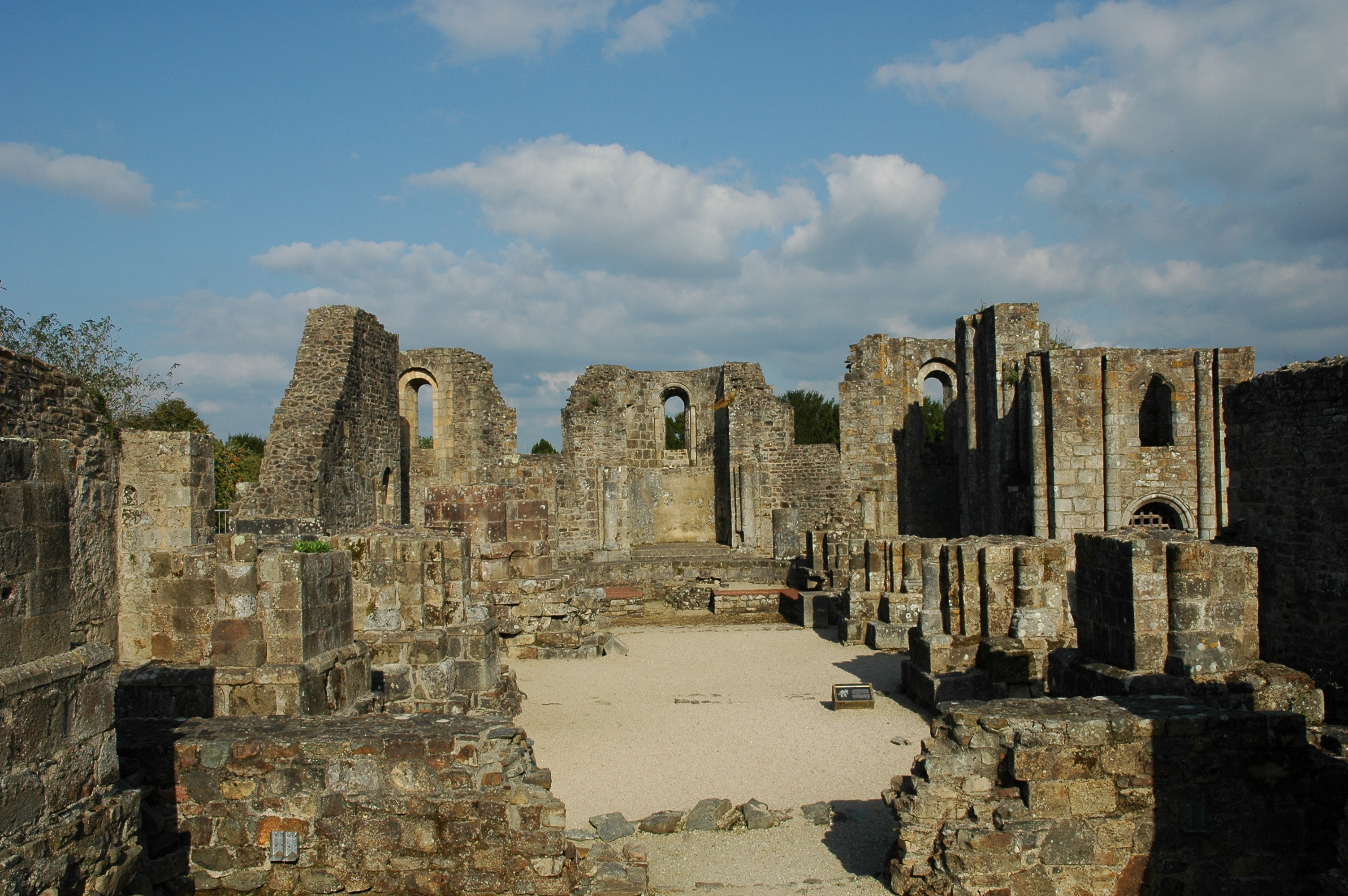
Rovine dell'antica abbazia di Landévennec, fondata da san Vinvaleo nel V secolo.

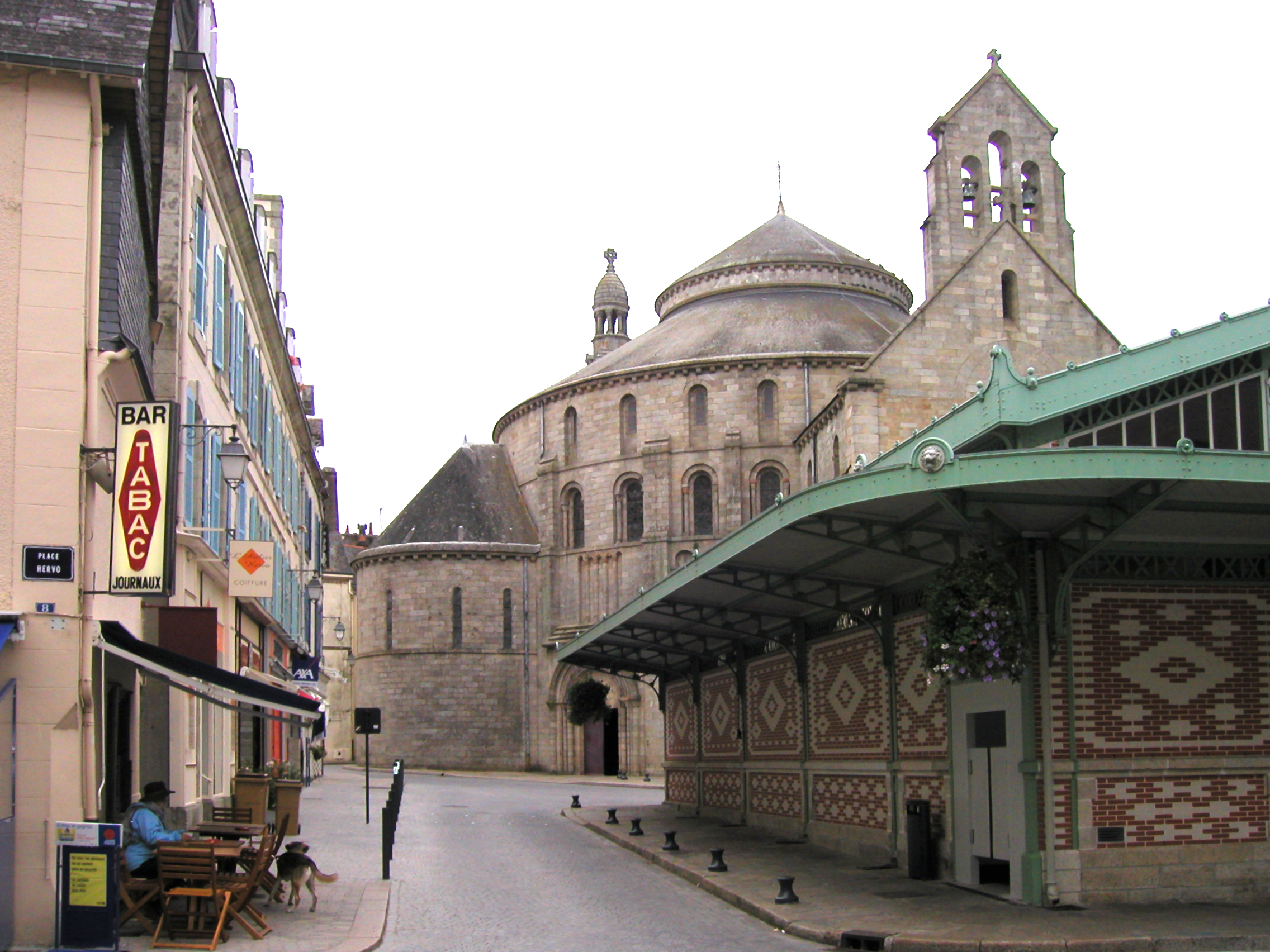
La chiesa dell'abbazia Sainte-Croix di Quimperlé, fondata nel 1029.

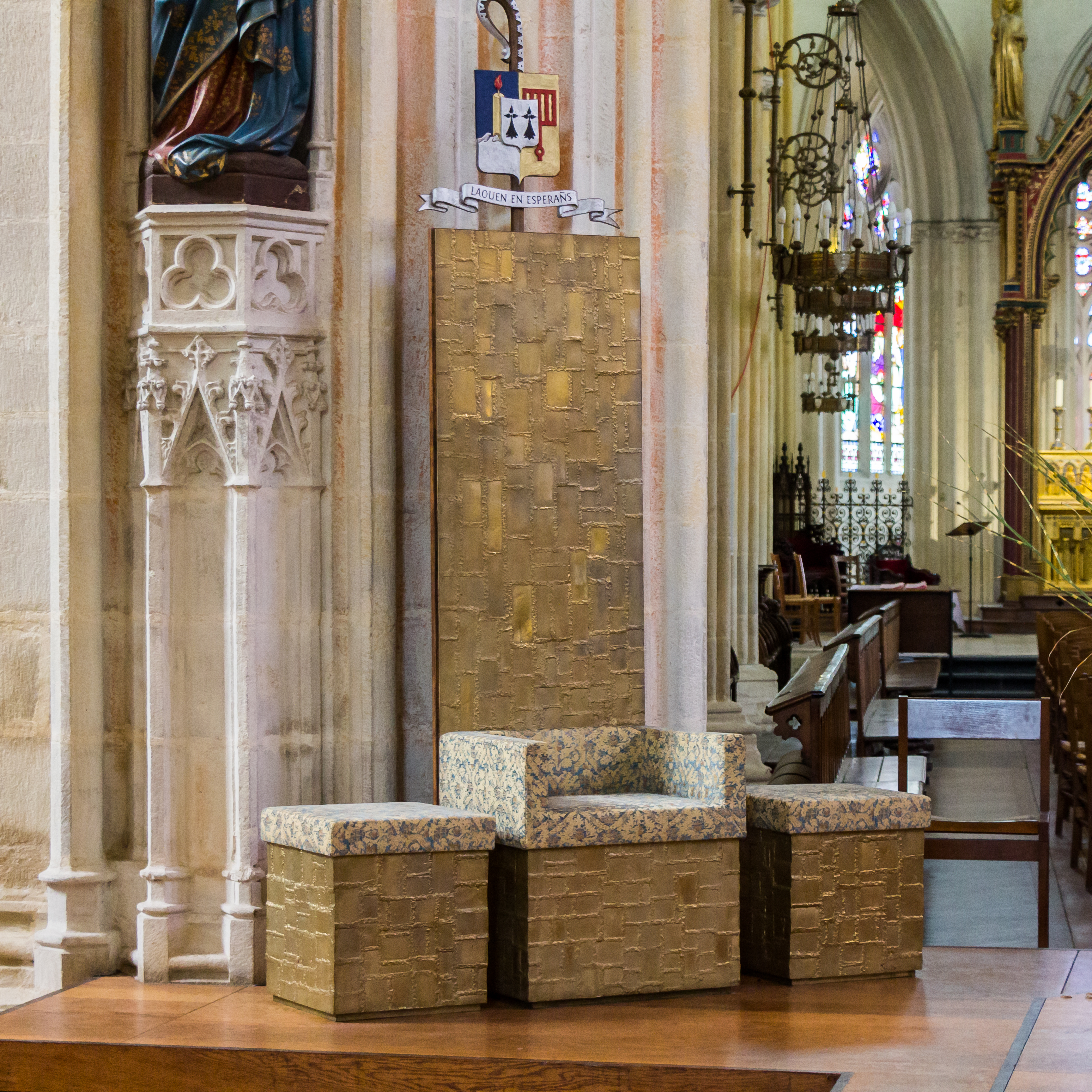
La cattedra episcopale, nella cattedrale di Saint-Corentin a Quimper.

La diocesi di Quimper (in latino: Dioecesis Corisopitensis) è una sede della Chiesa cattolica in Francia suffraganea dell'arcidiocesi di Rennes. Nel 2022 contava 635.201 battezzati su 915.090 abitanti. È retta dal vescovo Laurent Dognin.

## Territorio
La diocesi è situata all'estremo occidentale della Bretagna e comprende il dipartimento francese di Finistère.
Sede vescovile è la città di Quimper, dove si trova la cattedrale di San Corentino. A Saint-Pol-de-Léon sorge l'ex cattedrale di San Paolo Aureliano.
Il territorio si estende su 6.785 km² ed è suddiviso in 325 parrocchie, raggruppate in 14 decanati, a loro volta raggruppati in 3 arcidiaconati.

### Istituti religiosi
- Benedettini della Congregazione Sublacense
- Canonichesse regolari ospedaliere della misericordia di Gesù
- Carmelitane
- Congregazione del ritiro
- Figlie della Sapienza
- Figlie dello Spirito Santo
- Figlie di Gesù
- Fratelli delle scuole cristiane
- Fratelli dell'istruzione cristiana di Ploërmel
- Fratelli dell'istruzione cristiana di San Gabriele
- Oblate di San Benedetto, ancelle dei poveri
- Ordine dei frati minori
- Orsoline dell'unione romana
- Piccoli fratelli di Gesù
- Società dei sacerdoti di San Giacomo
- Suore dell'adorazione del Santissimo Sacramento
- Suore dell'Agnello di Dio
- Suore dell'Immacolata Concezione di Saint-Méen-le-Grand
- Suore di Gesù nel Tempio
- Suore di Nostra Signora della Misericordia
- Suore di San Giuseppe di Cluny
- Suore di San Tommaso di Villanova

## Storia
Le origini della diocesi di Cornovaglia, regione storica della Bretagna, sono avvolte nella leggenda. Secondo lo storico Waquet non può essere comunque anteriore al VI secolo; la tradizione riconosce primo vescovo e fondatore san Corentino. Tuttavia la successione episcopale fino al IX secolo non è certa e presenta lacune fino alla fine del secolo successivo. La diocesi è attestata con certezza dai primi decenni del IX secolo, in epoca carolingia, con il vescovo Felice, che fu deposto quando il re bretone Nominoë prese il potere nella regione.
L. Duchesne e H. Waquet ipotizzano che la diocesi di Cornovaglia sia la continuazione della diocesi dei Coriosoliti, la cui civitas nella Gallia Lugdunense terza (oggi Corseul) è attestata dalla Notitia Galliarum degli inizi del V secolo. Secondo questi autori potrebbero appartenere a questa antica diocesi i vescovi che furono presenti, ma senza indicazione della sede di appartenenza, ai concili di Angers del 453 e di Vannes del 465 circa. In questi concili erano presenti i vescovi della provincia ecclesiastica dell'arcidiocesi di Tours, a cui appartenevano sia la civitas Coriosolitum che la diocesi di Cornovaglia.
Dopo che la Bretagna venne riconquistata dai francesi, venne imposto il regime feudale. Poco dopo il Mille il vescovo Benoît II esercitava sia il potere religioso che quello civile. Ancora nel 1789 i vescovi di Quimper portavano il titolo di conti di Cornovaglia. La sua giurisdizione si estendeva sulla città e su una trentina di parrocchie della diocesi.
Nel Medioevo il capitolo di Quimper era costituito da due arcidiaconi, un cantore, un tesoriere, un teologo e dodici canonici. La cattedrale fu costruita a partire dalla fine del XIII secolo, ma i lavori si protrassero nei secoli successivi e furono conclusi all'inizio del XVI secolo.
Il seminario diocesano fu istituito verso la fine del XVII secolo durante l'episcopato di François de Coëtlogon-Méjusseaume. Esisteva anche un altro seminario a Plouguernével, che dopo la rivoluzione farà parte della diocesi di Saint-Brieuc.
Al momento dell'insorgere della rivoluzione, la diocesi comprendeva 180 parrocchie, raggruppate in 2 arcidiaconati (Cornovaglia e Poher) e 8 decanati. Esistevano inoltre 9 abbazie, tra cui quelle di Quimperlé e di Landévennec, e 14 priorati.
In seguito al concordato con la bolla Qui Christi Domini di papa Pio VII del 29 novembre 1801 la diocesi di Quimper si è ampliata, incorporando il territorio della diocesi di Saint-Pol-de-Léon, che fu soppressa, nonché porzioni delle diocesi di Tréguier, di Dol (pure soppresse) e di Vannes. In compenso cedette alcune porzioni del suo territorio alle diocesi di Saint-Brieuc e di Vannes.
Il 23 novembre 1853 ai vescovi di Quimper fu concesso di aggiungere al proprio titolo quello della sede soppressa di Saint-Pol de Léon.
Il 3 gennaio 1859 la diocesi è entrata a far parte della provincia ecclesiastica dell'arcidiocesi di Rennes.

## Cronotassi dei vescovi
Si omettono i periodi di sede vacante non superiori ai 2 anni o non storicamente accertati.
Il catalogo dei vescovi di Quimper è giunto fino a noi in una duplice antica redazione, una contenuta nel cartulario della Chiesa di Quimper e la seconda in quello dell'abbazia Sainte-Croix di Quimperlé (Finistère). Quest'ultimo termina, di prima mano, con il vescovo Raoul († 1158), e con le aggiunte successive arriva al vescovo Rainaud († 1245). Il primo catalogo, identico al secondo nella parte in comune, giunge fino a Gatien de Monceaux († 1416). A partire dal vescovo Bundic (Benedetto), il 13º delle liste, il catalogo è verificabile con i documenti storici; per i precedenti vescovi invece, «i nomi sembrano disposti a caso» (Waquet), cosa che rende «il controllo del catalogo molto difficile» (Duchesne).
- San Corentino † (VI secolo)[10]
- San Guennoco †
- Sant'Alloro †
- Guntebedo †
- Morgueteno †
- Tremerino †
- Ragiano †
- Alureto †
- Guloeto †[11]
- Felice † (prima dell'835 - 848 deposto)[12]
- Anaweteno[13] † (prima dell'851/857 - dopo l'859)
- Felice † (menzionato nell'866) (per la seconda volta)
- Salvatore † (fine IX secolo)[14]
- Benedetto I[15] † (prima metà del X secolo)
- Salomone[16] † (menzionato nel 958)
- Orazio † (menzionato nel 990)[17]
- Benoît II † (? - 1022 dimesso)
- Orscand † (prima del 1029 - circa 1064 deceduto)
- Benoît III † (1064 - 2 gennaio 1113 deceduto)
- Robert † (dopo il 1113 - 1130 deceduto)
- Raoul † (prima del 1140 - 4 marzo 1159 deceduto)
- Bernard de Moëlan † (1159 - 2 agosto 1167 deceduto)
- Geoffroy † (1167 - 13 agosto 1185 deceduto)
- Thébaut † (1185 - 18 maggio 1192 deceduto)
- Guillaume † (giugno 1192 - 15 dicembre 1218 deceduto)
- Rainaud † (luglio 1219 - 5 maggio 1245 deceduto)
- Hervé de Landeleau † (1245 - 9 agosto 1261 deceduto)
- Guy de Plounévez † (1261 - 12 luglio 1267 deceduto)
- Yves Cabellic † (1267 - 1280 deceduto)
  - Guillaume de Locmaria † (1280 - 1283 deceduto) (vescovo eletto).[18]
- Even de la Forest † (14 maggio 1283 - 14 marzo 1290 deceduto)
- Alain Rivelen o Morel † (1290 - 13 dicembre 1320 deceduto)
- Thomas d'Anast † (18 febbraio 1321 - 19 giugno 1322 deceduto)
- Bernard du Plouget, O.F.M. † (19 luglio 1322 - 20 giugno 1324 nominato vescovo di Nîmes)
- Guy de Laval † (22 giugno 1324 - 13 marzo 1326 nominato vescovo di Le Mans)
- Giacomo de Corvo, O.P. † (13 marzo 1326 - 31 agosto 1330 nominato vescovo di Tolone)
- Yves Le Prévôt de Bois Boëssel † (31 agosto 1330 - 22 gennaio 1333 nominato vescovo di Saint-Malo)
- Alain Gonthier † (22 gennaio 1333 - circa 1335 deceduto)
- Alain Le Gall de Riec † (1336 - 1352 deceduto)
- Geoffroy de Coëtmoisan † (3 ottobre 1352 - 20 marzo 1357 nominato vescovo di Dol)
- Geoffroy Le Marhec † (20 marzo 1357 - 1383 deceduto)
- Thebaud de Malestroit † (3 dicembre 1383 - maggio 1408 deceduto)
- Gatien de Monceaux † (16 giugno 1408 - 16 ottobre 1416 deceduto)
- Bertrand de Rosmadec † (febbraio 1417 - agosto 1444 dimesso)
- Alain de Lespervez, O.F.M. † (24 agosto 1444 - 16 gennaio 1451 nominato arcivescovo titolare di Cesarea)
- Jean de Lespervez † (16 gennaio 1451 succeduto - 1472 deceduto)
- Thébaud de Rieux † (16 luglio 1472 - 18 febbraio 1479 deceduto)
- Guy du Bouchet † (31 marzo 1479 - 10 gennaio 1484 deceduto)
- Alain Le Maout † (8 marzo 1484 - 2 novembre 1493 deceduto)
- Raoul Le Moël † (13 novembre 1493 - 31 maggio 1501 deceduto)
- Claude de Rohan † (25 giugno 1501 - 8 luglio 1540 deceduto)
- Guillaume Éder † (8 luglio 1540 succeduto - 22 maggio 1546 deceduto)
  - Philippe de la Chambre, O.S.B. † (19 luglio 1546 - 21 febbraio 1550 deceduto) (amministratore apostolico)
  - Niccolò Caetani di Sermoneta † (14 luglio 1550 - 5 aprile 1560 dimesso) (amministratore apostolico)
- Étienne Boucher † (5 aprile 1560 succeduto - 20 agosto 1573 deceduto)
- François de la Tour, O.Cist. † (26 agosto 1573 - 14 ottobre 1583 nominato vescovo di Tréguier)
- Charles du Liscouët † (15 novembre 1583 - 14 marzo 1614 deceduto)
- Guillaume Le Prestre de Lézonnet † (17 novembre 1614 - 8 novembre 1640 deceduto)
- René du Louët † (1º dicembre 1642 - 11 febbraio 1668 deceduto)
- François de Coëtlogon-Méjusseaume † (18 febbraio 1668 succeduto - 6 novembre 1706 deceduto)
- François-Hyacinthe de Ploeuc de Timeur † (11 aprile 1707 - 6 o 18 gennaio 1739 deceduto)
- Augustin-François-Annibal de Farcy de Cuillé † (30 settembre 1739 - 28 giugno 1771 deceduto)
- Emmanuel-Louis de Grossoles de Flamarens † (14 dicembre 1772 - 14 giugno 1773 nominato vescovo di Périgueux)
- Toussaint-François-Joseph Conen de Saint-Luc † (12 luglio 1773 - 30 settembre 1790 deceduto)
  - Sede vacante (1790-1802)
- Claude André † (29 aprile 1802 - dicembre 1804 dimesso)
- Pierre-Vincent Dombideau de Crouseilhes † (22 marzo 1805 - 28 giugno 1823 deceduto)
- Jean-Marie-Dominique de Poulpiquet de Brescanvel † (3 maggio 1824 - 1º maggio 1840 deceduto)
- Jean-Marie Graveran † (13 luglio 1840 - 1º febbraio 1855 deceduto)
- Nicolas-Marie Sergent † (23 marzo 1855 - 26 luglio 1871 deceduto)
- Charles-Marie-Denis-Anselme Nouvel de La Flèche † (22 dicembre 1871 - 1º giugno 1887 deceduto)
- Jacques-Théodore Lamarche † (25 novembre 1887 - 15 giugno 1892 deceduto)
- Henri-Victor Valleau † (19 gennaio 1893 - 24 dicembre 1898 deceduto)
- François-Virgile Dubillard † (14 dicembre 1899 - 16 dicembre 1907 nominato arcivescovo di Chambéry)
- Adolphe-Yves-Marie Duparc † (15 febbraio 1908 - 8 maggio 1946 deceduto)
- André-Pierre-François Fauvel † (24 aprile 1947 - 28 febbraio 1968 dimesso[19])
- Francis Jules Joseph Marie Barbu † (28 febbraio 1968 - 3 maggio 1989 ritirato)
- Clément Joseph Marie Raymond Guillon, C.I.M. † (3 maggio 1989 succeduto - 7 dicembre 2007 ritirato)
- Jean-Marie Charles André Le Vert (7 dicembre 2007 - 22 gennaio 2015 dimesso[20])
  - Philippe Jean Marie Joseph Gueneley (12 maggio 2014 - 20 maggio 2015) (amministratore apostolico)
- Laurent Dognin, dal 20 maggio 2015

## Statistiche
La diocesi nel 2022 su una popolazione di 915.090 persone contava 635.201 battezzati, corrispondenti al 69,4% del totale.
| anno | popolazione | popolazione | popolazione | presbiteri | presbiteri | presbiteri | presbiteri                | diaconi | religiosi | religiosi | parrocchie |
| anno | battezzati  | totale      | %           | numero     | secolari   | regolari   | battezzati per presbitero | diaconi | uomini    | donne     | parrocchie |
| ---- | ----------- | ----------- | ----------- | ---------- | ---------- | ---------- | ------------------------- | ------- | --------- | --------- | ---------- |
| 1948 | 737.000     | 738.826     | 99,8        | 1.094      | 1.042      | 52         | 673                       |         | 52        | 319       | 325        |
| 1970 | 763.500     | 768.900     | 99,3        | 996        | 916        | 80         | 766                       |         | 420       | 2.600     | 338        |
| 1980 | 812.000     | 818.000     | 99,3        | 804        | 749        | 55         | 1.009                     |         | 346       | 1.996     | 338        |
| 1990 | 812.000     | 840.000     | 96,7        | 655        | 600        | 55         | 1.239                     | 7       | 340       | 1.595     | 337        |
| 1999 | 764.000     | 867.000     | 88,1        | 502        | 454        | 48         | 1.521                     | 12      | 188       | 970       | 337        |
| 2000 | 768.000     | 872.000     | 88,1        | 474        | 434        | 40         | 1.620                     | 12      | 190       | 886       | 337        |
| 2001 | 750.000     | 852.418     | 88,0        | 460        | 420        | 40         | 1.630                     | 13      | 170       | 835       | 337        |
| 2002 | 750.000     | 852.418     | 88,0        | 433        | 401        | 32         | 1.732                     | 16      | 144       | 818       | 337        |
| 2003 | 750.000     | 852.418     | 88,0        | 420        | 390        | 30         | 1.785                     | 17      | 155       | 791       | 337        |
| 2004 | 750.000     | 852.685     | 88,0        | 415        | 375        | 40         | 1.807                     | 18      | 160       | 765       | 337        |
| 2010 | 722.000     | 885.900     | 81,5        | 304        | 277        | 27         | 2.375                     | 27      | 130       | 577       | 323        |
| 2014 | 733.000     | 899.870     | 81,5        | 271        | 239        | 32         | 2.704                     | 33      | 100       | 482       | 323        |
| 2017 | 740.600     | 905.855     | 81,8        | 237        | 212        | 25         | 3.124                     | 39      | 81        | 342       | 324        |
| 2020 | 742.630     | 909.028     | 81,7        | 202        | 175        | 27         | 3.676                     | 44      | 68        | 286       | 324        |
| 2022 | 635.201     | 915.090     | 69,4        | 191        | 161        | 30         | 3.325                     | 45      | 67        | 242       | 325        |